# You Make It Feel Like Christmas (песня)
«You Make It Feel Like Christmas» — песня американской певицы Гвен Стефани, вышедшая в качестве ведущего сингла из её четвёртого студийного альбома You Make It Feel Like Christmas (2017).
В песне звучит гостевой вокал её тогдашнего бойфренда Блейка Шелтона. Песня была написана Стефани, Джастином Трантером, Шелтоном и busbee, а продюсированием занимались busbee и Эрик Валентайн. Она была записана в течение летних месяцев, а название песни просочилось в августе 2017 года. Песня была выпущена для цифрового скачивания и потокового вещания в качестве лид-сингла из альбома компанией Interscope Records 22 сентября 2017 года. Песня была написана под влиянием популярной праздничной музыки из детства Стефани и является второй совместной работой Стефани и Шелтона после их дуэта «Go Ahead and Break My Heart» в 2016 году. Рождественский трек включает в себя элементы кантри и поп-музыки, а текст описывает романтический праздничный сезон.
Песня «You Make It Feel Like Christmas» получила положительные и смешанные отзывы музыкальных критиков. Одни считали, что песня удачна в лирическом плане и в конечном итоге станет современной рождественской классикой, в то время как другие критики считали, что она уступает остальным песням с альбома You Make It Feel Like Christmas. В Соединенных Штатах песня не вошла в Billboard Hot 100, а заняла второе место в чарте Bubbling Under Hot 100. Песня достигла первой десятки в чарте Adult Contemporary как в Канаде, так и в США. В таких странах, как Германия и Швейцария, он стал первым треком Стефани, попавшим в чарт за последние годы. В UK Singles Chart он стал её первым сольным синглом из топ-100 с 2007 года и к 2019 году был продан тиражом 66 000 копий. В 2020 году сингл получил золотой сертификат RIAA в США.

## История
После выхода третьего сольного альбома Стефани This Is What the Truth Feels Like' (2016), в июле того же года она объявила о своих планах выпустить новую музыку к концу 2017 года. Кроме этого объявления, она не сообщила больше никаких подробностей. После прогулки на природе, которая состоялась в жилом поместье Шелтона в Оклахоме, Стефани почувствовала вдохновение для написания рождественской музыки и начала работу над треком, который позже стал «Christmas Eve». Материал, созданный для альбома You Make It Feel Like Christmas, был записан в летние месяцы 2017 года после того, как Стефани запланировала совместные студийные и авторские сессии с Джастином Трантером и busbee. Последний из этих троих сотрудничал со Стефани после того, как Шелтон предположил, что она будет хорошо работать с ним. Под давлением busbee Стефани хотела создать праздничный альбом, который был бы «сырым, панковским и в то же время классическим»; соответственно, для вдохновения Стефани слушала любимые праздничные альбомы своего детства, такие как A Charlie Brown Christmas (1965) и Light of the Stable (1979) Эммилу Харрис.
Композиция «You Make It Feel Like Christmas» была отправлена музыкальным дистрибьюторам, таким как Amazon Music, для цифровых загрузок и стриминга 22 сентября 2017 года через лейбл Interscope Records. В конечном итоге она была размещена на радиостанциях adult contemporary компании Interscope в нескольких странах, включая США, за исключением Италии, где Universal Music Group выпустила кавер Стефани на песню «Santa Baby» в качестве лид-сингла. Вместе с релизом были выпущены два уникальных промо-CD-сингла; один был распространен среди радиостанций Соединенного Королевства компанией Interscope Records, а другой, обслуживаемый через Polydor Records и Universal Music Group, был разослан для ротации во французском эфире.

## Композиция
В музыкальном плане «You Make It Feel Like Christmas» — это заразительная и зажигательная рождественская песня в стиле кантри-поп с романтическим текстом.
Меган Армстронг из Billboard описала песню как смесь фирменных стилей Стефани и Шелтона, включающую элементы как поп-, так и кантри-жанров, хотя, по её мнению, в ней больше подчеркивается первый, чем второй. Назвав её «задорным дуэтом», Стивен Томас Эрлевайн из AllMusic отметил, что песня содержит «ритм Motown» и отдает дань уважения прошлому. Поддерживая мнение о том, что в песне чувствуется старая атмосфера, Алекс Роберт Росс из Noisey назвал дуэт «бодрящей, старой доброй песней в стиле кантри». Более того, Майкл Биалас из The Huffington Post использовал песню «You Make It Feel Like Christmas», чтобы охарактеризовать карьеру Стефани как идущую в направлении музыки кантри.
Согласно Musicnotes.com, песня «You Make It Feel Like Christmas» написана в умеренном темпе «яркого свинга» 93 удара в минуту. Тональность песни — до-мажор, вокальный диапазон Стефани охватывает почти целую октаву, от C3 до E5 в научной нотации. На протяжении трёх куплетов песни вокальный диапазон продвигается в аккордовой прогрессии C-G-B-Am.

## Отзывы
Аллан Рэйбл из ABC News восхитился ретро-шармом песни, назвав его достоинством. Относительно роли Шелтона он написал: «Это Шелтон, которого принимают в мир Стефани, и он не звучит неуместно». Рэнди Льюис из Los Angeles Times получил удовольствие от совместной работы, написав, что песня «сладко-романтична» и явно включена в You Make It Feel Like Christmas из-за широко разрекламированных отношений. Роб Копси, редактор Official Charts Company, оценил решение Стефани подчеркнуть в песне важность семьи. Он назвал песню современной классикой и сказал: «В ней как раз есть нужное количество шмальца и праздничного веселья в стиле кантри-поп, так что ожидайте её повторного появления в ближайшие годы». Майк Нид из Idolator был столь же позитивен, предположив, что в ней «возможно, есть что-то, что сравнится с определяющей классикой Мэрайи Кэри „All I Want For Christmas Is You“ 1994 года».
Росс критически оценил дату выхода сингла в сентябре, за несколько месяцев до Рождества. В качестве одной из тем для своей статьи 2017 года под названием «Рождественские песни? В сентябре? Правда?», песня была описана как «почти совсем весёлая, если вы живете где-то неестественно холодной осенью». Крис Уиллман из Variety считает, что оригинальные песни в альбоме You Make It Feel Like Christmas превосходят её каверы; однако он использовал «You Make It Feel Like Christmas» как доказательство того, что Шелтон и Стефани должны держать «свои карьеры отдельно».

## Список композиций
| №  | Название                                                      | Длительность |
| -- | ------------------------------------------------------------- | ------------ |
| 1. | «You Make It Feel Like Christmas» (при участии Blake Shelton) | 2:36         |

| №  | Название                                                                          | Длительность |
| -- | --------------------------------------------------------------------------------- | ------------ |
| 1. | «You Make It Feel Like Christmas» (The Voice performance) (вместе с Carter Rubin) | 2:34         |

## Коммерческий успех
В США песня «You Make It Feel Like Christmas» не смогла попасть в основной чарт Billboard Hot 100. Вместо этого она вошла в американский чарт Bubbling Under Hot 100, который служит продолжением Hot 100, каталогизируя песни, которые ещё не вошли в основной рейтинг. Песня попала в него под номером 11 с датой выхода 23 декабря 2017 года. На следующей неделе она достигла второй строчки, и её не пустил на первое место сингл «One Foot» группы Walk the Moon. Песня продержалась четыре недели в Bubbling Under Hot 100. Благодаря высоким продажам загрузок, песня «You Make It Feel Like Christmas» достигла 37-го места в чарте цифровых продаж Digital Song Sales и была на 3 месте в соответствующем чарте праздничных цифровых продаж песен Holiday Digital Song Sales. Из пяти хитов Стефани, вошедших в топ-10 последнего чарта, «You Make It Feel Like Christmas» достигла наивысшего положения. Песня вновь вошла в чарт цифровых продаж песен в 2020 году, когда она достигла новой вершины на 35 месте. После входа сингла в плейлисты радиостанций для взрослых в 2017 году, сингл достиг девятого места в чарте Billboard Adult Contemporary, став вторым её треком в топ-10 в качестве сольного исполнителя и наивысшей позицией со времён «The Sweet Escape», достигшей третьего места в 2007 году. Сингл также достиг 37-го места в сезонном радиочарте Holiday 100. 10 декабря 2020 года сингл получил золотой сертификат от Американской ассоциации звукозаписывающих компаний, что означает тираж более 500 000 единиц трек-эквивалента.
В Великобритании к 7 декабря 2017 года было продано 33 500 копий сингла. В 2019 году общие продажи сингла «You Make It Feel Like Christmas» в Великобритании достигли 66 000 копий.

## Музыкальное видео
Музыкальное видео на песню «You Make It Feel Like Christmas» было снято в течение одного дня в конце 2018 года. Режиссёром клипа выступила давняя коллега Стефани Софи Мюллер, которая ранее сняла клипы на песни «Don’t Speak» (1996), «Cool» (2005) и «Spark the Fire» (2014). Основным источником вдохновения для клипа послужил музыкальный фильм 1957 года Pal Joey, который Стефани и Шелтон смотрели вместе во время свидания. После завершения производства и до выхода клипа Шелтон написал в Твиттере, что стиль последнего напомнил ему американский ситком 1950-х годов «Я люблю Люси». Стефани была благодарна за съёмки и считала конечный продукт рождественским подарком Шелтона, ссылаясь на его нелюбовь к съемкам музыкальных клипов.
Одновременно с выпуском клипа платная загрузка была доступна для покупки через iTunes 22 ноября 2018 года. Закадровый ролик, документирующий съёмки и производство клипа, был опубликован на основном канале Стефани на YouTube 7 декабря 2018 года. Майк Васс из Idolator был впечатлён визуальным рядом, написав: «Назвать видео Гвен и Блейка восхитительным — это серьёзное преуменьшение […] Оно такое же дерзкое и приятное, как и песня». Многие критики посчитали, что в клипе Стефани изображает Монро. Васс написал: «Этот ностальгический клип возвращает нас в 1950-е годы, в нём [Стефани] предстаёт в полном гламуре Мэрилин Монро», а Энни Мартин из UPI заявила, что в сцене с биг-бендом Стефани носит «образ, вдохновленный ретро […] напоминающий Мэрилин Монро».

## Чарты
| Чарт (2017—2022)                                   | Высшая позиция |
| -------------------------------------------------- | -------------- |
| Австралия (ARIA)                                   | 72             |
| Австрия (Ö3 Austria Top 40)                        | 41             |
| Бельгия/Фландрия (Ultratip Bubbling Under)         | 10             |
| Бельгия (Ultratop Airplay Flanders)                | 31             |
| Бельгия (Ultratop Back Catalogue Singles Wallonia) | 19             |
| Канада (Billboard AC)                              | 2              |
| Канада (Digital Song Sales, Billboard)             | 24             |
| Канада (Billboard Hot AC)                          | 31             |
| Хорватия (HRT)                                     | 20             |
| Хорватия (Christmas Airplay, HRT)                  | 14             |
| Финляндия (Radiosoittolista Airplay)               | 71             |
| Германия (GfK)                                     | 33             |
| Мир (Global 200, Billboard)                        | 61             |
| Ирландия (IRMA)                                    | 57             |
| Литва (AGATA)                                      | 51             |
| Нидерланды (MegaCharts)                            | 5              |
| Новая Зеландия (Heatseekers, RMNZ)                 | 8              |
| Польша (Polish Airplay Top 100)                    | 43             |
| Португалия (AFP)                                   | 190            |
| Шотландия (OCC Scotland)                           | 57             |
| Словакия (Rádio — Top 100)                         | 33             |
| Швейцария (Schweizer Hitparade)                    | 45             |
| Великобритания (OCC UK Singles)                    | 71             |
| США (Billboard Bubbling Under Hot 100)             | 2              |
| США (Billboard Adult Contemporary)                 | 9              |
| США (Billboard Digital Song Sales)                 | 16             |
| США (Holiday 100, Billboard)                       | 36             |

## Сертификации
| Регион                                                                      | Сертификация | Продажи |
| --------------------------------------------------------------------------- | ------------ | ------- |
| Великобритания (BPI)                                                        | Серебряный   | 200 000 |
| США (RIAA)                                                                  | Золотой      | 500 000 |
| Данные о продажах + прослушиваниях приведены только на основе сертификации. |              |         |

## История релиза
| Регшион        | Дата             | Формат                     | Версия                | Лейбл                 | Ссылка |
| -------------- | ---------------- | -------------------------- | --------------------- | --------------------- | ------ |
| Мир            | 22 сентября 2017 | Цифровые загрузки стриминг | Original              | Interscope            | [ 5 ]  |
| Великобритания | 22 сентября 2017 | Promotional CD single      | Original              | Interscope            | [ 8 ]  |
| Франция        | 22 сентября 2017 | Promotional CD single      | Original              | Universal Music Group | [ 9 ]  |
| Россия         | 25 сентября 2017 | Contemporary hit radio     | Original              | Universal Music Group | [ 64 ] |
| США            | 16 декабря 2020  | Digital download streaming | The Voice performance | Republic              | [ 21 ] |
| Канада         | 16 декабря 2020  | Digital download streaming | The Voice performance | Republic              | [ 65 ] |